# GŠK Kumanowo
GŠK Kumanowo – północnomacedoński klub szachowy z siedzibą w Kumanowie.

## Historia
Klub powstał w 1933 roku. W latach 90. zawodnikami klubu byli juniorzy, którzy uczestniczyli w tym okresie w mistrzostwach świata i Europy: Sanja Stoilkowska, Nikola Lewkow i Natalija Jowanowik, natomiast w 2002 roku Stoilkowska była reprezentantką Macedonii na olimpiadzie szachowej (uzyskała 2,5 punktu na 6 gier). Klub uczestniczył w rozgrywkach Prwej ligi, zajmując m.in. czwarte miejsce w sezonach 2011, 2015, 2019, 2022 i 2023. Zespół uczestniczył także w rozgrywkach kobiet. W 2021 roku szachistki klubu zajęły piąte miejsce w Pucharze Europy. W sezonie 2022 kobiecy zespół zajął trzecie miejsce w mistrzostwach kraju, za MŠK Centar i Alkaloidem Skopje. Rok później klub ponownie uczestniczył w Pucharze Europy kobiet, uzyskując dziewiętnastą pozycję.

## Arcymistrzowie w historii klubu
- Suat Atalık[11]